# 上杉持房
上杉 持房（うえすぎ もちふさ）は、室町時代中期の武将。足利将軍家の家臣。

## 略歴
上杉禅秀の乱を起こしたことで有名な関東管領・上杉氏憲（禅秀）の子として誕生。幼少の頃に京都における犬懸上杉家の分家・四条上杉家の当主を務める叔父・上杉氏朝の養子となっていたため、父が4代鎌倉公方・足利持氏の排斥に失敗し自刃した後も難を逃れ、命を長らえた。
その後は室町幕府4代将軍・足利義持に仕えてその偏諱を受け持房（または持憲（もちのり））と名乗る。義持死後も6代将軍となった義持の弟・足利義教に仕え、共に仕えた弟・教朝や子・教房が偏諱を受けている。義教には特に重用されたようであり、永享10年（1438年）の永享の乱とそれに続く同12年（1440年）の結城合戦では、弟の教朝や斯波氏、土岐氏と共に幕府軍を率いて参加し、関東管領・上杉憲実や管領代行の上杉清方を支援した。
享徳3年（1455年）から享徳の乱が勃発すると、子の教房が上杉方として参戦したが、長禄3年（1459年）の太田庄の戦いにおいて持氏の子の古河公方・足利成氏の軍に敗北し戦死している。
持房本人は長命で、一説に延徳2年（1490年）2月10日に没したとされているがはっきりとしない。